# Grajdul pentru cai al fostului conac Macarov-Mavrocordat
Grajdul pentru cai al fostului conac Macarov-Mavrocordat este o clădire amplasată pe str. Păcii, 49 în Corbu, raionul Dondușeni, Republica Moldova. Este un monument istoric și arhitectural de importanță națională inclus în Registrul monumentelor Republicii Moldova ocrotite de stat cu nr. 391.2 (raionul Dondușeni). Datează de la înc. sec. XX.